# En natt att minnas
En natt att minnas (originaltitel: A Night to Remember) är en dokumentär fackbok från 1955 skriven av den amerikanske författaren Walter Lord som skildrar oceanångaren Titanics förlisning 1912. Boken filmatiserades 1958 med titeln Titanics undergång.
Boken blev en stor succé och låg på första plats bland de mest sålda böckerna i New York Times 1955. Boken hamnade åter på första plats 1999 tack vare James Camerons film Titanic. 
Lord intervjuade över sextio överlevande passagerare från Titanic. Dessa fakta behandlas i boken, som beskriver katastrofen minut för minut. Boken innehåller också fakta om Titanics bakgrund och historia, dess eftermäle, listor över samtliga passagerare ombord och annan information.